# Satelliet-DNA
Satelliet-DNA bestaat uit reeksen van tandem (opeenvolgende) repeats en zijn niet-coderende DNA. Ze zijn meestal 2 – 100 basenparen lang en komen voor in 	10 – 1000 herhalingen. Soms zijn ze wel tot 100.000 basenparen lang. Satelliet-DNA is het hoofdbestanddeel van functionele  centromeren en van heterochromatine. Het genoom van zoogdieren bestaat voor ongeveer 10 % uit satelliet-DNA. Gedenatureerd satelliet-DNA heeft een bijzonder hoge renatureringssnelheid (Gedenatureerd DNA bestaat uit losse strengen. Bij renaturering worden ze weer gekoppeld.).
Bij zoogdieren liggen de meeste satelliet-DNA's in het heterochromatine dicht bij het centromeer en bij het fruitvliegje ook nog bij de telomeren.

## Typen satelliet-DNA
Satelliet-DNA behoort samen met minisatelliet- en microsatelliet-DNA tot de tandem repeats (kleine, opeenvolgende herhalingen).
Enkele typen satelliet-DNA die bij mensen voorkomen zijn:
| Type            | Grootte repeat in basenparen (bp) | Plaats                                                                          |
| --------------- | --------------------------------- | ------------------------------------------------------------------------------- |
| α (alphoid-DNA) | 171                               | Alle chromosomen                                                                |
| β               | 68                                | Centromeren of chromosomen 1, 9, 13, 14, 15, 21, 22 en Y                        |
| Satelliet 1     | 25-48                             | Centromeren en andere regio's in het heterochromatine van de meeste chromosomen |
| Satelliet 2     | 5                                 | Meeste chromosomen                                                              |
| Satelliet 3     | 5                                 | Meeste chromosomen                                                              |

Satelliet 1 DNA bevindt zich in de pericentromere (aan de rand van de centromeer) gebieden van de chromosomen 3, 4 en 13 en aan elk van de acrocentrische chromosomen 14, 15, 21, 22 en Y. Een acrocentrisch chromosoom is een chromosoom waarbij de centromeer zich dicht bij het einde van het chromosoom bevindt.